# 숭경
숭경(崇慶, 1212년 ~ 1213년 5월)은 금나라 폐제(廢帝) 위소왕(衛紹王) 완안 영제(完顔永濟)의 두번째 연호이다. 1년 5개월 가량 사용하였다.

## 개원
- 대안(大安) 4년 1월 1일[1](1212년 2월 5일)에 연호를 숭경(崇慶)으로 개원함.[2][3][4]

- 숭경(崇慶) 2년(1213년) 5월에 연호를 지녕(至寧)으로 개원함.[2][3][4]

## 연대 대조표
| 숭경       | 원년           | 2년        |
| 서기(西紀) | 1212년         | 1213년     |
| 간지(干支) | 임신(壬申)     | 계유(癸酉) |
| 남송(南宋) | 가정(嘉定) 5년 | 6년        |

## 동시대 연호

### 중국
송(宋)
- 가정(嘉定) (1208년 ~ 1224년)

서하(西夏)
- 광정(光定) (1211년 ~ 1223년)

대리국(大理國)
- 천개(天開) (1205년 ~ 1225년)

동요(東遼)
- 천통(天統) (1213년 ~ 1216년)

### 베트남
- 끼엔자(建嘉) (1211년 ~ 1224년)

### 일본
- 겐랴쿠(建曆) (1211년 ~ 1213년)

## 같이 보기
- 중국의 연호 목록